# آزومافوجی کانی‌ایچی
آزومافوجی کانی‌ایچی (به ژاپنی: 東富士 欽壱) کُشتی‌گیر سوموی اهل توکیو در کشور ژاپن است که چهل کشتی‌گیر دارای رتبهٔ یوکوزونا محسوب می‌شود. وی در سال ۱۹۴۸ میلادی به این مرتبه ارتقا یافت و در سال ۱۹۵۴ میلادی بازنشست شد. آزومافوجی کانی‌ایچی توانست ۶ بار قهرمان (یوشو) مسابقات سومو شود.